# Шоколад с перцем
«Шоколад с перцем» (порт. Chocolate com Pimenta) — бразильский телесериал телекомпании «Глобу» по сценарию бразильского сценариста Валсира Карраску.

## О сериале
В 1922 году молодая Ана Франсиска теряет отца Жуку, которого убили на юге страны. Теперь она вынуждена поселиться в городке Вентура с родственниками.

## В ролях
- Мариана Шименес — Ана Франсиска (Анинья)
- Мурилу Бенисиу — Данилу
- Элизабет Савалла — Жезебел
- Присила Фантин — Олга
- Дрика Мораэс — Марсия
- Марселлу Новаес — Тимотеу
- Каку Сиоклер — Мигел
- Тарсизиу Фильу — Себастьян
- Фульвиу Стефанини — префект Вивалду
- Лилия Кабрал — Барбара
- Клаудиу Корреа и Кастру — граф Клаус Вон Бургу
- Лаура Кардозу — Кармен
- Осмар Праду — Маргариду
- Денис Дель Веккьу — дона Мосинья
- Розамария Муртиньу — Марго
- Родригу Фару — Гильерме
- Самара Фелиппо — Селина
- Нивея Стелманн — Граса